# Alessio Abibi
Alessio Abibi (sinh 4 tháng 12 năm 1996) là một cầu thủ bóng đá Albania thi đấu ở vị trí thủ môn cho KF Tirana.

## Danh hiệu

### Câu lạc bộ
Tirana
- Siêu cúp bóng đá Albania: 2017